# Sokole (rejon złoczowski)
Sokole (ukr. Соколя) – wieś na Ukrainie. Należy do rejonu złoczowskiego (do 2020 roku do rejonu buskiego) w obwodzie lwowskim i liczy 693 mieszkańców.
W II Rzeczypospolitej do 1934 roku wieś stanowiła samodzielną gminę jednostkową w powiecie kamioneckim w woj. tarnopolskim. W związku z reformą scaleniową została 1 sierpnia 1934 roku włączona do nowo utworzonej wiejskiej gminy zbiorowej Grabowa (oraz częściowo do gmin Kamionka Strumiłowa i Nieznanów) w tymże powiecie i województwie. Po wojnie wieś weszła w struktury administracyjne Związku Radzieckiego.